# Factory Made
Factory Made è un programma televisivo statunitense, originariamente in onda su Discovery Channel nel periodo 2007-2008 con il titolo Some Assembly Required.
In esso è mostrato il processo di realizzazione di vari oggetti all'interno della fabbrica in cui vengono creati.

## Distribuzione internazionale
- Italia: Discovery Channel (a pagamento), DMAX (in chiaro)